# 喜劇演員

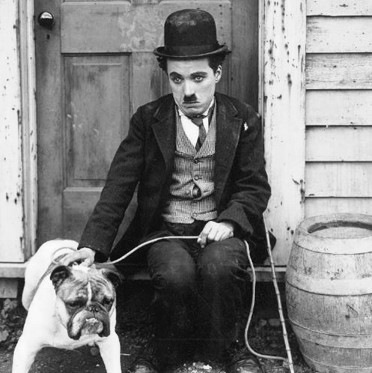
著名喜剧演员卓别林的戏中剧照

喜劇演員（英語：Comedian），或喜劇人、笑匠、諧星、諧咖、笑星（大陆用法），是指以演出喜劇或者說笑話為主，透過諧趣的肢體動作或逗笑的聲音表情帶給觀眾歡笑的演員。喜劇演出是一種獨特的專業，有自己的節目形式和傳統。在不少歐美國家，有不少喜劇演員都是以單人喜劇出身。
搞笑藝人主要指在電視節目上擔任以表演或談話令觀眾感到有趣或者是滑稽的藝人。也可稱之為諧星或諧咖。

## 概要
搞笑藝人也可能同時屬於喜劇、單口喜劇、相聲、落語、漫才、模仿、主持人、歌手、舞者等各種分類中。
在台灣，搞笑藝人通稱諧星，和歌手、舞者、主持人這些演藝人員並沒有很明確的區隔，且隨時可以取消搞笑路線、轉換表演風格。
在日本，搞笑藝人（お笑いタレント）則是演藝人員的一大類別，為漫才、落語、漫談等日本話藝文化的延伸，表演風格有特定路線不能輕易轉換。搞笑藝人有別於歌手演員的特定入行規矩且極重視輩份，就算是知名的大牌遇上沒名氣的小咖前輩也必須恭敬有禮規的問候。早期要成為搞笑藝人只有拜已在業界打滾的搞笑藝人為師才有資格入行，現在則是透過經紀公司選拔培育或拜師皆可。日本的搞笑藝人除了單體搞笑藝人之外，常由兩至三人組成搞笑團體（お笑いグループ），每個人演出的風格與橋段都相當鮮明，例如有人專門負責裝傻或耍蠢（稱為）另一人專門負責吐槽（稱為）。搞笑藝人因為所帶來的收入與名氣頗豐、且對外表沒什麼要求，所以投入的年輕人相當多，是日本演藝圈內非常熱門且競爭激烈的行業。日本主要培養搞笑藝人的經紀公司有吉本興業、松竹藝能、渡邊娛樂、淺井企劃、太田製作、人力舍、柵木藝能社等。

## 構成型態
日本的搞笑藝人組合因人數不同而有不同的稱呼。
- 單獨一人從藝的搞笑藝人稱為（Pin Geinin）。如果有組成團體但另外從事個人活動的行為稱為（Pin）。
- 兩人組合稱為（Owarai duo）。
- 三人組合稱為（Owarai trio）或是（Owarai group）。
- 四人組合稱為（Owarai quartet）或是（Owarai group）。
- 五人以上組合稱為（Owarai group）或（Owarai unit）。